# Râul Gîrdoaia, Peșteana
Râul Gîrdoaia este un curs de apă, afluent al râului Peșteana.